# 西村ちさと
西村ちさと（にしむら ちさと、1981年5月18日 - ）は、日本の歌手・作詞家。北海道留萌市出身。
元TOMATO CUBEのボーカルであり、現在はMellow Clapのボーカルをはじめ、ボーカリストや作詞家としても活動中。

## 概要
中学の頃からDREAMS COME TRUEの吉田美和に影響を受け、音楽を志す。札幌にある音楽学校に通いながら新人発掘オーディションに参加、オーディションがきっかけとなり1998年に上京。
2000年、TOMATO CUBEのボーカルとしてメジャーデビューするが、2002年に諸事情からTOMATO CUBEを脱退、同時に音楽活動を休止。
2004年、高校時代に出会った金谷タツキに再会しMellowClapを結成。バンド活動と共にソロ活動や楽曲提供を行っていた。現在は制作会社パンスールの社員ディレクターとして在籍中。

## ディスコグラフィ

### ミニアルバム
| 枚  | リリース日    | タイトル |
| --- | ------------- | --- |
| 1st | 2009年6月24日 | 今日という未来へ - 今日という未来へ - 翼 - 太陽のメダル - ハレーション - かわたれの空 - 今日という未来へ（カラオケver.） |

## 楽曲提供
- 水樹奈々「Level Hi!」「Take a chance」
- 安倍なつみ「25〜ヴァンサンク〜」「微風」（久保田洋司との共同クレジット）
- 月島きらり starring 久住小春 (モーニング娘。)「ヒマワリ」

## 書籍
- 私がいるよ（シンコー・ミュージック刊、2001年7月13日発行(ISBN 4-401-61688-X)）